# Euphorbia hepatica
Euphorbia hepatica là một loài thực vật có hoa trong họ Đại kích. Loài này được Urb. & Ekman mô tả khoa học đầu tiên năm 1929.